# Oscar Cullmann
Oscar Cullmann (né le 25 février 1902 à Strasbourg et mort le 16 janvier 1999 à Chamonix) est un théologien et exégète biblique luthérien. Il est spécialiste de l'exégèse du Nouveau Testament, de l'Église primitive et de l'histoire du Salut.

## Biographie
Oscar Cullmann est le dernier d'une famille de neuf enfants. Né à Strasbourg, il fait ses études secondaires au Gymnase Jean-Sturm, avant d'entreprendre des études de théologie et de langues bibliques, grec, araméen et hébreu, à la Faculté de théologie protestante de Strasbourg et à la Faculté de théologie protestante de Paris. Il devient assistant de grec à la Faculté de Strasbourg en 1927, puis soutient en 1930 une thèse de doctorat sur le roman pseudo-clémentin.
Il devient maître de conférences à la Faculté de théologie protestante de Strasbourg (1930-1938), puis est nommé professeur de Nouveau Testament et d'histoire ancienne de l'Église à Bâle (1938), où il effectue l'essentiel de sa carrière universitaire, jusqu'à sa retraite en 1972. Il dirige également, à partir de 1941, le foyer des étudiants, l'Alumneum, assisté dans cette fonction par sa sœur. Oscar Cullmann est à plusieurs reprises doyen de la faculté de théologie protestante de Bâle, et exerce la fonction de recteur de cette université en 1968.
Cullmann donne des enseignements à la Faculté de théologie protestante de Strasbourg (1945-1948), à la Faculté de théologie protestante de Paris (1954-1968) et à l'École pratique des hautes études (1949-1972). Il donne également des enseignements à la Faculté de théologie vaudoise de Rome, ainsi qu'à Harvard et à Munich.
Président de la Studiorum Novi Testamenti Societas en 1964, il devient membre de l'Institut de France en 1972, élu à l'Académie des sciences morales et politiques.
Membre du Conseil œcuménique des Églises et ami du pape Paul VI, il participe au concile Vatican II en tant qu'observateur. Oscar Cullmann contribue à la mise en place de l'Institut œcuménique et théologique de Tantur, inauguré en sa présence en 1972, à Bethléem. Le prix Paul VI récompense son engagement œcuménique en 1994.

## Pensée
Trois axes peuvent définir les orientations de recherche d'Oscar Cullmann :
- son intérêt pour un judaïsme qu'il qualifie d'hétérodoxe, qui est à l'origine du christianisme[2], et qui a permis, selon lui, aux premiers théologiens chrétiens de développer une théologie originale.
- ses développements théologiques sur l'« histoire du salut » (Heilsgeschichte), qui le poussent à distinguer, dans le Nouveau Testament «une tension d'ordre temporel, dont l'expression dialectique est celle du « déjà » et du « pas encore »[2](cf. ses deux ouvrages, Christ et le temps, 1946 et Le Salut dans l'histoire, 1966) : «Tout est déjà accompli en Jésus-Christ mais la fin n'est pas encore arrivée». Ainsi il écrit en 1992, dans Les Voies de l'unité chrétienne :

« La ligne du temps [...] est, selon le Nouveau Testament, coupée : il y a un milieu temporel (accomplissement) et une fin temporelle (achèvement). J’ai résumé cette tension par la formule :  “déjà” et “pas encore” ; et je l’ai illustrée par une image bien comprise au moment où j’ai fixé mon idée par écrit (1944). La bataille décisive avait eu lieu, mais les combats continuaient et on attendait encore l’armistice. Le temps compris entre le milieu et la fin est celui du Nouveau Testament et se prolonge dans celui qui est le nôtre : il s’agit d’un temps intermédiaire... Cette conception engendre celle de l’histoire du salut que j’ai développée par la suite. »

- Son investissement dans le dialogue œcuménique, qui a établi la notoriété d'Oscar Cullmann, et notamment l’octroi du Prix Paul VI (1994). Il publie en 1952 son ouvrage Saint Pierre, disciple, apôtre, martyr et participe à l'ensemble des sessions du Concile Vatican II. Il défend l'idée d'une unité par la diversité et soutient l'établissement d'une communauté d’Églises qui tirent un enseignement de leurs différences doctrinales[2].

## Publications en français

### Ouvrages
- Le problème littéraire et historique du roman pseudo-clémentin : étude sur le rapport entre le gnosticisme et le judéo-christianisme, Paris, Alcan, 1930.
- La Royauté du Christ et l'Église dans le Nouveau Testament, Cahiers bibliques de Foi et Vie, 1941.
- Christ et le Temps. Temps et Histoire dans le christianisme primitif, Neuchâtel, Paris, Delachaux et Niestlé, 1946 (2e édition complétée par un examen rétrospectif, 1966).
- Le baptême des enfants et la doctrine biblique du baptême, Neuchâtel, Paris, Delachaux et Niestlé, 1948.
- Saint Pierre, disciple, apôtre, martyr. Histoire et théologie, Neuchâtel, Paris, Delachaux et Niestlé, 1952.
- La tradition. Problème exégétique, historique et théologique, Neuchâtel, Paris, Delachaux et Niestlé, 1953.
- Dieu et César, Neuchâtel, Paris, Delachaux et Niestlé, 1956
- Immortalité de l'âme et résurrection des morts, Neuchâtel, Paris, Delachaux et Niestlé, 1956.
- Catholiques et protestants : un projet de solidarité chrétienne, Neuchâtel, Paris, Delachaux et Niestlé, 1958.
- Christologie du Nouveau Testament, Neuchâtel, Paris, Delachaux et Niestlé, 1958.
- Le Nouveau Testament, Paris, PUF, Que Sais-Je ? n° 1231, 1966 (plusieurs éditions).
- Le salut dans l'histoire. L'existence chrétienne selon le Nouveau Testament, Neuchâtel, Paris, Delachaux et Niestlé, 1966.
- Études de théologie biblique, Neuchâtel, Paris, Delachaux et Niestlé, 1968.
- Des sources de l'Évangile à la formation de la théologie chrétienne, Neuchâtel, Paris, 1969.
- Vrai et faux œcuménisme. Œcuménisme après le Concile, Neuchâtel, Paris, Delachaux et Niestlé, 1971.
- Le milieu johannique, Genève, Labor et Fides, 1976.
- L'unité par la diversité, coll. « Théologies », Paris, éd. du Cerf, 1986.
- Les voies de l'unité chrétienne, Paris, éd. du Cerf, 1992.
- La Nativité et l'arbre de Noël, Paris, éd. du Cerf, 1993.
- La prière dans le Nouveau Testament. Essai de réponse à des questions contemporaines, Paris, éd. du Cerf, 1995.

### Sélection d'articles
- « Les récentes études sur la formation de la tradition évangélique », in Revue d'histoire et de philosophie religieuses, no 5, 1925, p. 459-477 ; 564-579.
- « Le silence autour de Ernst Lohmeyer (de) », in Réforme, 15 janvier 1949.
- « La nécessité et la fonction de l'exégèse philologique et historique de la Bible », in Verbum Caro, no 3, 1949, p. 2-13.
- « Conférence de presse au sujet de Vatican II », in Positions luthériennes, no 11, 1963, p. 5-13.
- « Bible et second Concile du Vatican », in Le dialogue est ouvert. Les trois premières sessions du Concile Vatican II. Le Concile vu par les observateurs luthériens, Neuchâtel, Paris, Delachaux et Niestlé, 1965, p. 133-146.
- « L'œcuménisme à la lumière de la notion biblique du charisme », in Tantur Yearbook, 1972, p. 43-56.
- « Diversité des charismes – Le même esprit. Pour une théologie de l'Unité dans la diversité, » in In Necessariis Unitas. Mélanges offerts à Jean-Louis Leuba, Paris, éd. du Cerf, 1984, p. 81-88.